# Ruinenberg

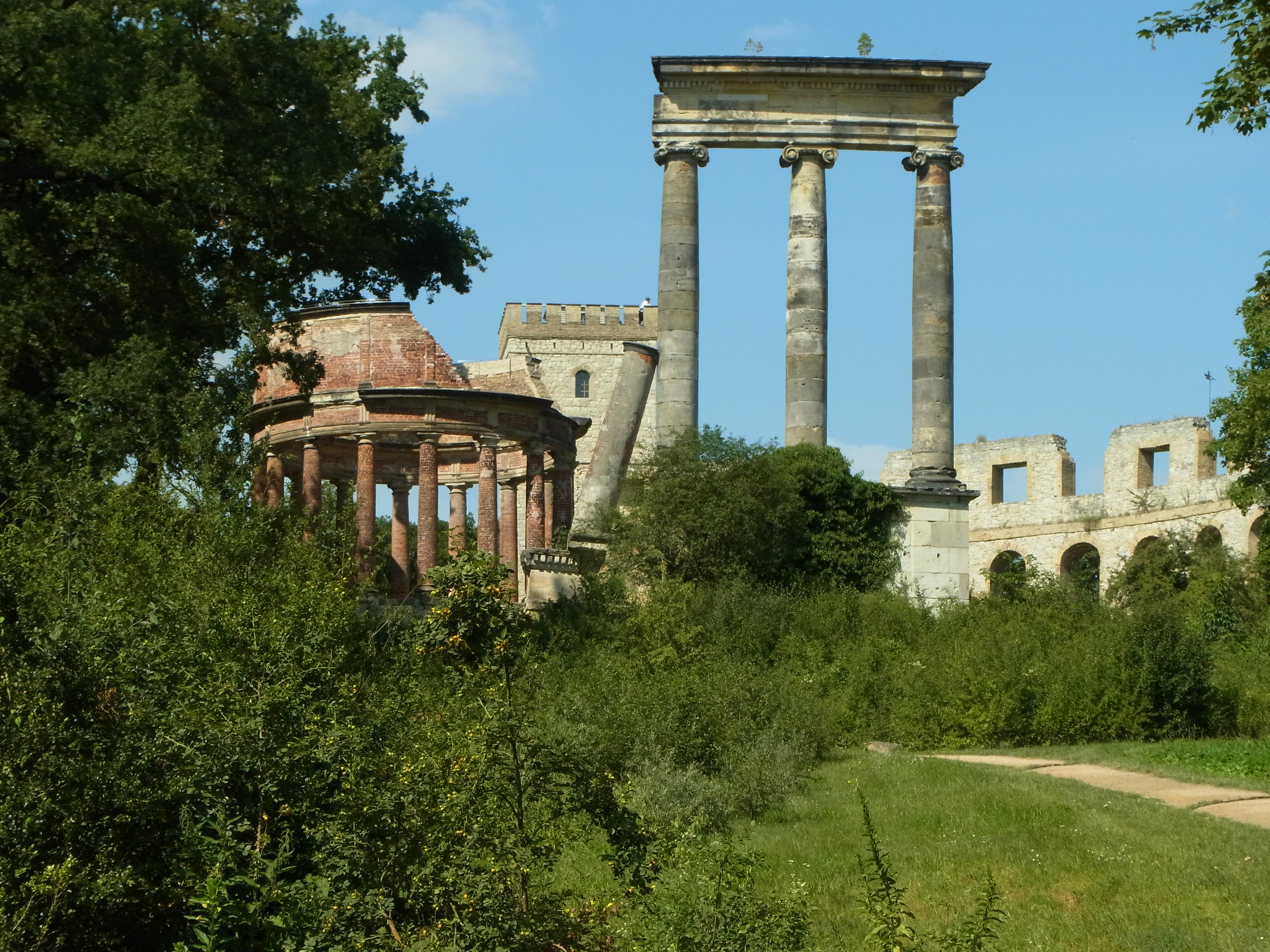
Ruinenstaffage auf dem Ruinenberg, 2015

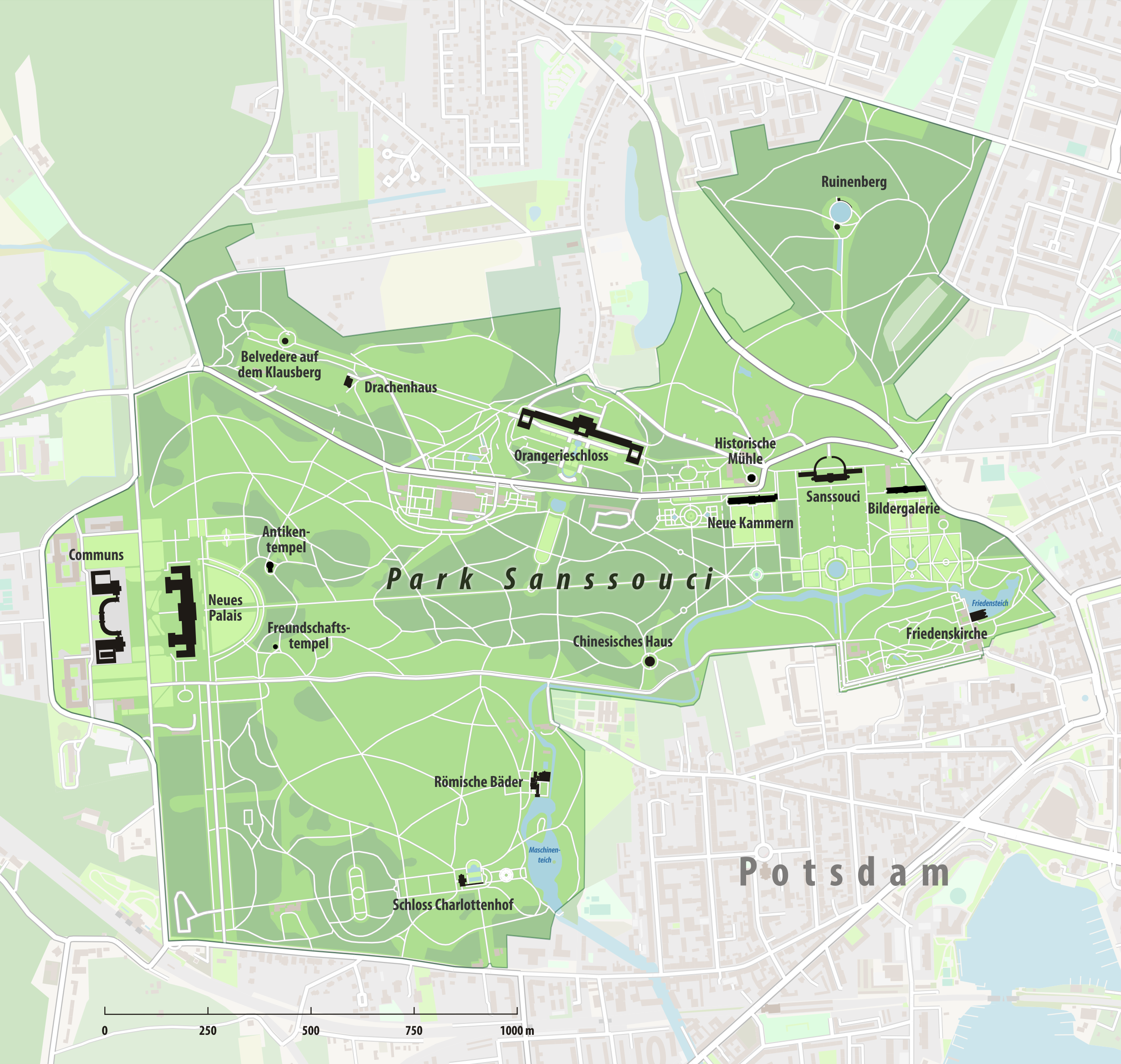
Der Ruinenberg liegt im Nordosten der Parkanlage von Sanssouci.

Der Ruinenberg ist eine Anhöhe zwischen Potsdam-Bornstedt im Westen und der Potsdamer Jägervorstadt im Osten. Zur Bewässerung der Fontänen im südlich angrenzenden Park Sanssouci ließ Friedrich der Große 1748 auf der Kuppe ein Wasserreservoir bauen und mit künstlichen Ruinen als antikisierende Gestaltungselemente ausschmücken. Im Zuge der Landschaftsverschönerung um Potsdam beauftragte Friedrich Wilhelm IV. den Gartenarchitekten Peter Joseph Lenné 1841 mit der gärtnerischen Gestaltung des Ruinenberggeländes.

## Der Ruinenberg zur Zeit Friedrichs des Großen
Das Gelände des vormals Hünenberg, Heineberg oder auch Höneberg genannten, 74,1 Meter hohen Ruinenbergs war zur Zeit Friedrich Wilhelms I. Teil seines weitläufigen Jagdreviers. Sein Sohn und Nachfolger Friedrich der Große plante auf dem Areal die Anlage eines Rebhuhngartens und gab am 10. Februar 1745 Order […] einige hundert Rebhühner in den Gebüschen hinter dem Neuen Weinberge aus[zu]setzen. Mit dem Neuen Weinberge waren die ein Jahr zuvor südlich vom Höneberg angelegten Weinbergterrassen von Sanssouci gemeint, dessen Schlossbau der preußische König im Januar 1745 anordnete. Zur Ausschmückung der Parkanlage unterhalb der Terrassen, die im Laufe der Jahre nach Osten und Westen erweitert wurde, waren Wasserspiele, wie die Große Fontäne im Parterre, die Neptungrotte und eine heute nicht mehr vorhandene Marmorkolonnade, für Friedrich den Großen unverzichtbare Gestaltungselemente, auf die er besonderen Wert legte. Jedoch wurde der benötigte Wasserdruck, der für das Springen der Fontänen erforderlich war, zum Problem, da die Havel weit entfernt und das Terrain über dem Wasserspiegel des Flusses lag.

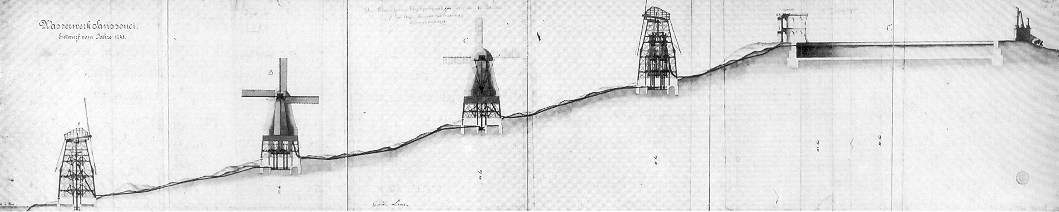
Entwurf des nicht realisierten Mühlenprojekts, 1748

Um die nötige Wasserversorgung zu ermöglichen, wurde auf der Kuppe des Hönebergs 1748 ein rundes Hochbecken angelegt, wodurch die Rebhuhnzucht auf das nördlich angrenzende Bornstedter Feld verlegt werden musste. Die Planung sah vor, Wasser aus der Havel über Windmühlen, die wiederum Pumpen antrieben, auf den Berg in das Bassin zu befördern. Durch ein Röhrensystem sollte das anschließend aus dem Becken in den Park herabströmende Wasser die Fontänen durch seinen Eigendruck zum Sprudeln bringen. Voraussetzung für das Gelingen wäre jedoch ein gleichmäßiger Windantrieb aller Mühlenflügel und somit der Pumpen gewesen, da unregelmäßige Umdrehungen auch nur einer Mühlenstation der Nächsten zu viel oder zu wenig Wasser zugeführt hätte. Auf der gesamten Strecke konnte kein gleichmäßiger Antrieb gewährleistet werden. Nur das Wasserreservoir, einige Zu- und Ablaufkanäle und der Bau einer Mühle wurden verwirklicht. Die mit großem Aufwand in den Jahren von 1748 bis 1763 betriebenen Arbeiten zur Errichtung leistungsfähiger Pump- und Verteilersysteme scheiterten. Nach weiteren erfolglosen Bemühungen und enormem Materialverbrauch gab Friedrich der Große das kostspielige Projekt 1780 endgültig auf, das bis dahin 168.490 Taler gekostet hatte. Friedrich Mielke führt das Misslingen von Wasserspielen, die in anderen europäischen Schlossgärten des Barocks weithin verbreitet waren, in Sanssouci auf die Person des Bauherrn zurück. Friedrich traf bei der Personalbeschaffung die falsche Wahl, hielt sich in Kenntnis entsprechender Literatur, zum Beispiel zur Maschine von Marly, fälschlich für einen Fachmann und drang stets auf Einsparungen. Nur einmal, am Karfreitag 1754, war es Friedrich vergönnt, unterhalb der Bildergalerie eine sprudelnde Fontäne zu sehen, weil das Hochbassin infolge des niederschlagreichen Winters 1753/54 ausreichend gefüllt war.

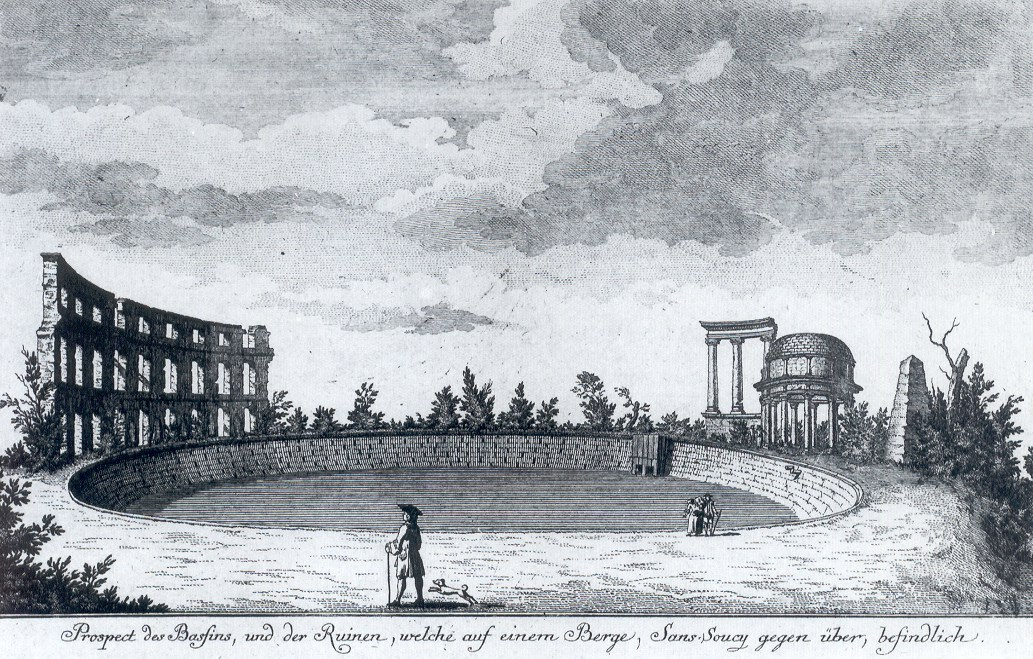
Ruinenstaffage auf dem Ruinenberg. Radierung von Johann Friedrich Schleuen, 1775

Das in einer Sichtachse zum Ehrenhof des Schlosses Sanssouci liegende Hochbecken von 12 Fuß Tiefe (3,77 m), 120 Fuß Durchmesser (37,66 m) und einem Fassungsvermögen von rund 4.199 Kubikmetern erhielt eine Umbauung mit künstlichen antiken Ruinen. Die Gestaltung der Gärten mit antikisierenden Architekturen entsprach nicht nur dem Zeitgeschmack, sondern vermutlich bekam Friedrich der Große auch durch die Anlage der Bayreuther Eremitage Anregungen, in der seine Lieblingsschwester, die Markgräfin Wilhelmine von Bayreuth, schon vor 1744 sieben künstliche Ruinen errichten ließ. Den Auftrag zur Gestaltung erhielt Georg Wenzeslaus von Knobelsdorff, der Skizzen über Ruinenprojekte verwendete, die bereits in der Kronprinzenzeit Friedrichs in Rheinsberg entstanden waren. Zur Überarbeitung der dekorativen Staffage wurde der Theatermaler Innocente Bellavite hinzugezogen, der an der Italienischen Oper in Berlin eine Anstellung hatte. Um das Wasserbecken gruppierten sie kulissenhaft auf der Südseite einen Monopteros mit 16 dorischen Säulen und einem gewölbten, an einer Seite künstlich beschädigten Kuppeldach. Daneben befinden sich drei hohe, ein Gebälk tragende ionische Säulen und eine an die Dreiergruppe angelehnte, zerbrochene Säule, die den Anschein erwecken sollte, sie habe beim Umstürzen wie durch Zufall Halt gefunden. Einer kleinen Pyramide aus Bruchstein folgt auf der Beckenseite im Norden eine Ruinenwand, die einer Umfassungsmauer römischer Amphitheater nachempfunden wurde. Auf ihrer Westseite führte eine hölzerne Treppe auf eine ebenfalls hölzerne Aussichtsplattform. Die Anbauten hielten den Witterungsbedingungen jedoch nicht stand und waren schon zu Friedrichs Zeiten baufällig.

## Der Ruinenberg zur Zeit Friedrich Wilhelms IV.

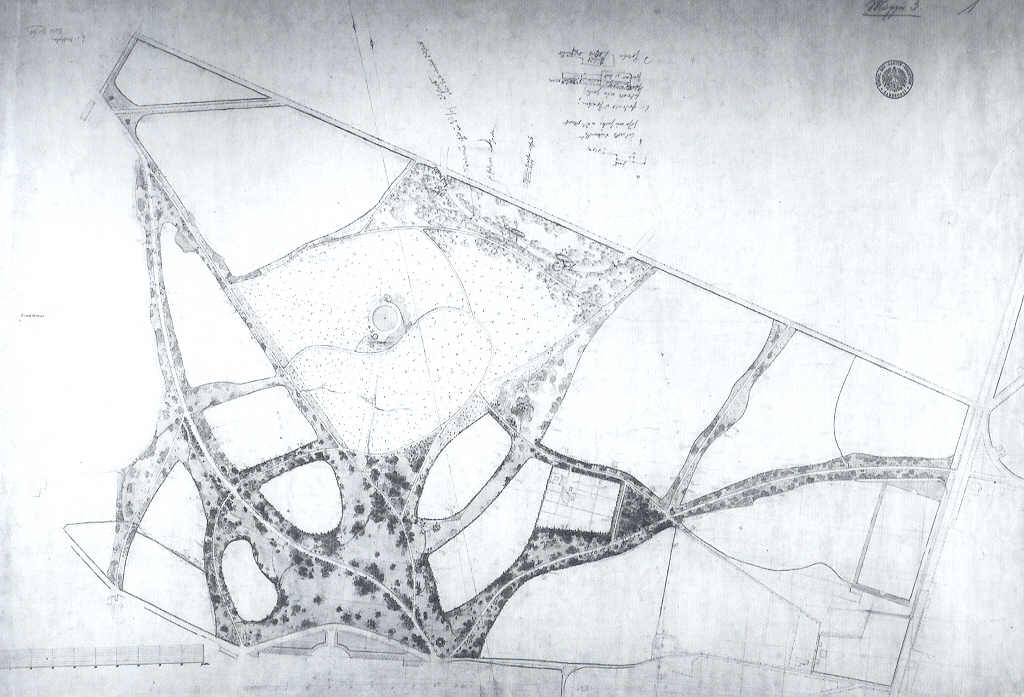
Landschaftsgestaltung des Ruinenbergs. Peter Joseph Lenné, um 1841

Verwahrlosung infolge der napoleonischen Besetzung Preußens und Holzdiebstahl verwüsteten den Baumbestand des Ruinenbergs Anfang des 19. Jahrhunderts. Erst nach der Thronbesteigung Friedrich Wilhelms IV. im Jahr 1840, der sich das Sommerschloss Friedrichs des Großen zum Wohnsitz nahm, begann eine Neugestaltung der Anhöhe. Im Zuge der Landschaftsverschönerung um Potsdam bekam Peter Joseph Lenné den Auftrag, das Gelände des Ruinenbergs gartenkünstlerisch zu gestalten, um Schloss Sanssouci ein würdiges „Gegenüber“ zu bieten. Bereits bis November 1842 waren 50.000 Bäume und Strauchgruppen gepflanzt, deren Bestand durch zusätzliche Pflanzungen im darauffolgenden Jahr noch verdichtet wurde. In einer Sichtschneise zum Schloss gestaltete Lenné einen schmalen Wasserlauf, der bis etwa zur Mitte des Abhangs in ein halbrundes Becken floss. Mit einem 5,5 Kilometer langen Wegenetz um und über den Ruinenberg bekam die Anhöhe Promenadenwege zwischen 10 und 13 Fuß Breite (3 bis 4 m), die später durch schmalere Wanderwege ergänzt wurden. Lenné bezog die natürliche Bodenmodellierung des Geländes in seine Planung ein und achtete bei der Wegeführung auf reizvolle Blickpunkte in die Landschaft oder auf Gebäude, wie das in südwestlicher Richtung liegende Krongut Bornstedt.

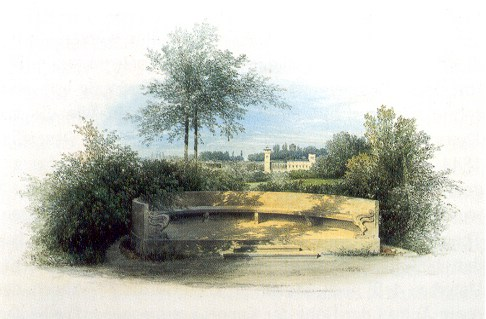
„Römische Bank“ mit Blick auf das Krongut Bornstedt. Aquarell von Carl Graeb

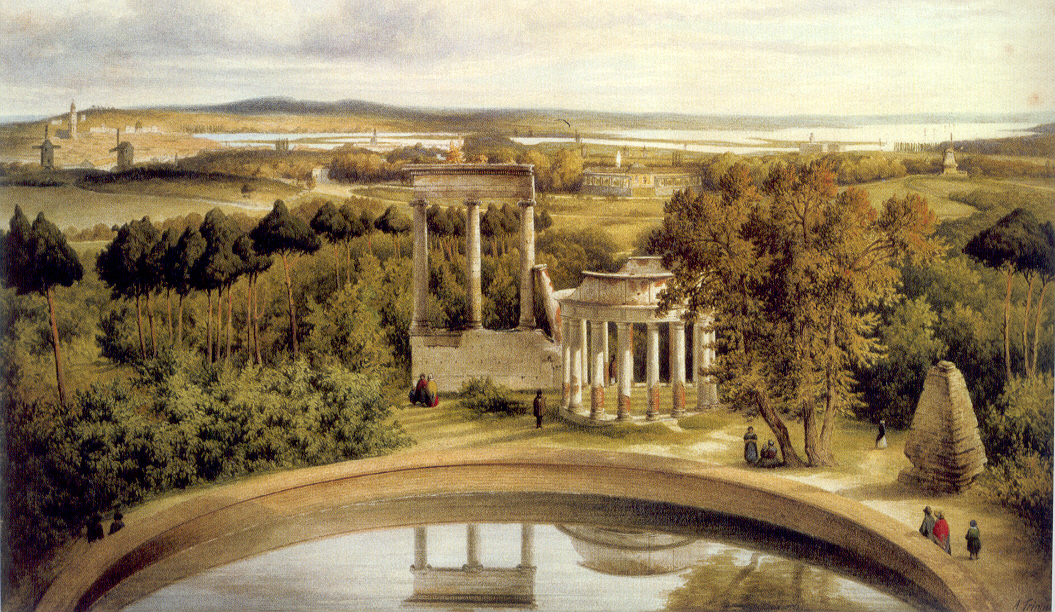
Aussicht vom Ruinenberg auf Potsdam. Aquarell von Albert Ludwig Trippel, um 1845

Die Sichtachse betonte er mit einer halbkreisförmigen Exedra am Fuß des Ruinenbergs. Diese von Ludwig Persius 1842 entworfene „Römische Bank“, bekam geschwungene Bankwangen in Form von Greifenfüßen und eine geschlossene Rückwand. Als antikes Vorbild diente ihm die durch Ausgrabungen bekannt gewordene Grabbank der römischen Priesterin Mammia an der Via dei Sepolcri in Pompeji. 1982 gelangte die Exedra vorübergehend in das Hippodrom nahe dem Schloss Charlottenhof und kam erst 1998 nach einer Restaurierung an ihren alten Standort zurück.
Das Wasserbecken aus friderizianischer Zeit war durch die jahrzehntelange Verwahrlosung beschädigt und musste erneuert werden, denn fast einhundert Jahre nach der Erbauung des Schlosses Sanssouci war es aufgrund der neuen Technik möglich, eine kontinuierlich funktionstüchtige Fontänenanlage zu verwirklichen. Eine 81,4 PS starke Dampfmaschine der Firma August Borsig beförderte über eine 1,8 Kilometer lange Druckleitung Havelwasser in das Bassin auf den Ruinenberg. Für die seinerzeit größte Dampfmaschine Deutschlands entwarf der „Architekt des Königs“, Ludwig Persius, an der Neustädter Havelbucht ein Pumpenhaus im maurischen Stil. Am 23. Oktober 1842 konnte die Große Fontäne im Parterre unterhalb der Weinbergterrassen eingeweiht werden. Der durch den Eigendruck des herunterströmenden Wassers erzeugte Fontänenstrahl erreichte eine Höhe von 38 Metern und stieg über das Dach des Schlosses hinaus. Das Wasserbecken auf dem Ruinenberg wurde zuvor bei der Restaurierung auf 149 Fuß (46,76 m) erweitert und hatte nun ein Fassungsvermögen von rund 6.474 Kubikmetern. Die bis dahin ebenerdige Oberkante des Beckens bekam 1843 eine niedrige Umfassungsmauer, die Mitte des 20. Jahrhunderts aus Sicherheitsgründen noch einmal erhöht wurde.
Neben der Restaurierung der baufälligen Ruinenarchitekturen erhielt Ludwig Persius den Auftrag, auf der Stelle der ehemals hölzernen Plattform der Theaterwand nach Westen einen Aussichtsturm anzugliedern. Persius entwarf als Kontrast zur antikisierenden Ruinenwand einen Turm im „normannischen“ Stil. Auf viereckigem Grundriss entstand ein einfacher, 23 Meter hoher Wachturm mit zinnenumkränzter, begehbarer Dachfläche. In dem obersten der vier Stockwerke ließ Friedrich Wilhelm IV. ein Teezimmer einrichten. Nach Westen schließt sich dem Normannischen Turm ein kleines Wächterhaus an. Während Persius’ Italienreise und nach seinem frühen Tod im Juli 1845 übernahm Ferdinand von Arnim in den Jahren 1845/46 die Bauleitung. Bis 1945 konnte der Turm als Belvedere genutzt werden.

## Nutzung nach dem Ende der Monarchie

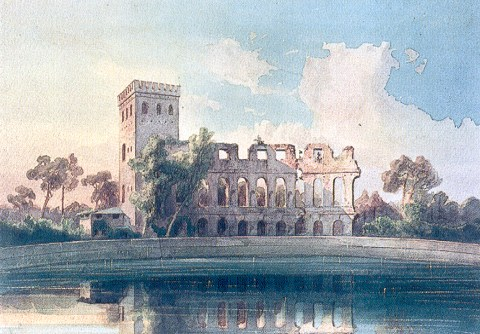
Normannischer Turm und Theaterwand. Aquarell von Adalbert Lompeck, 1855

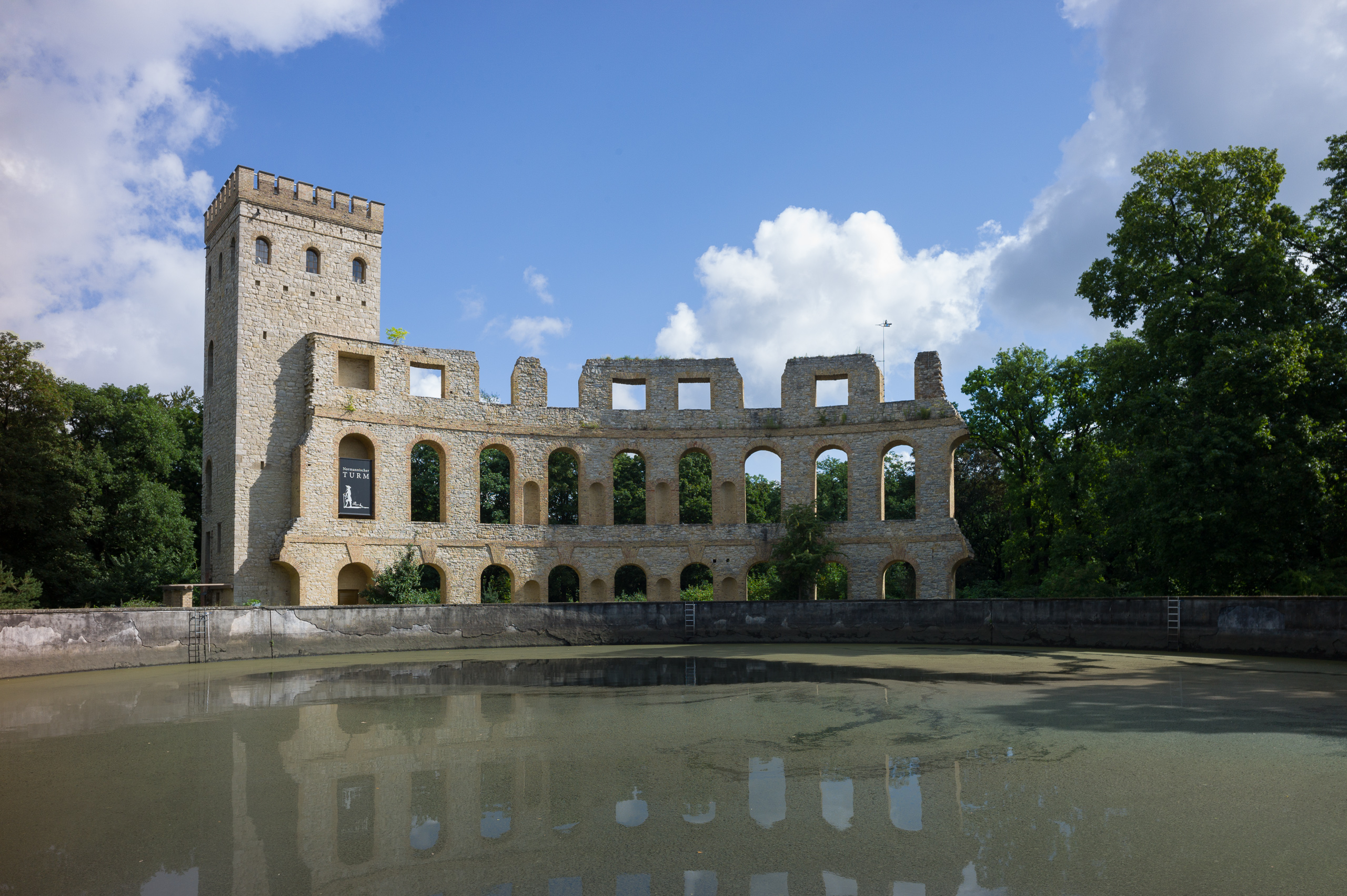
Normannischer Turm und Theaterwand, 2014

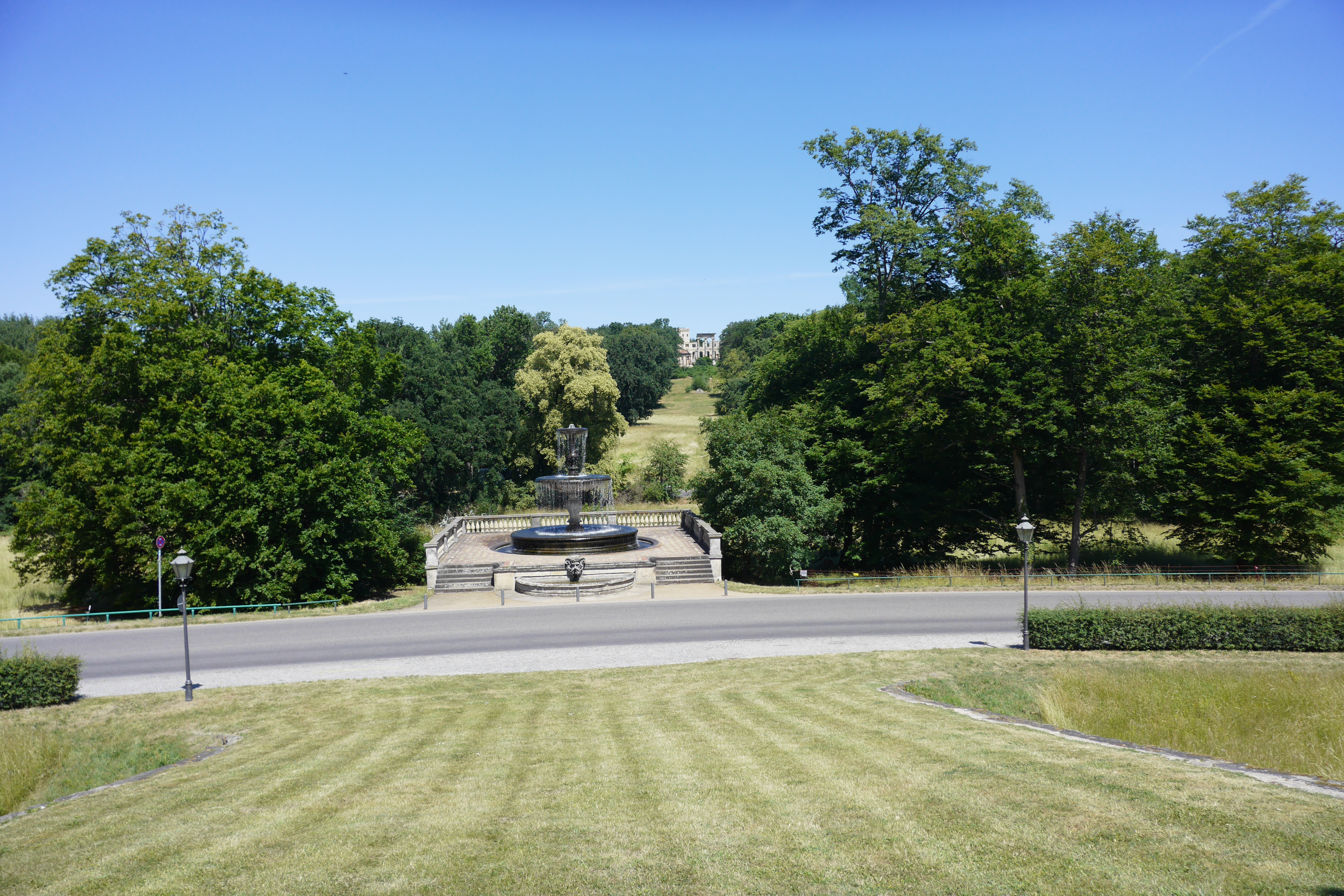
Blick vom Ehrenhof des Schlosses Sanssouci zum Ruinenberg

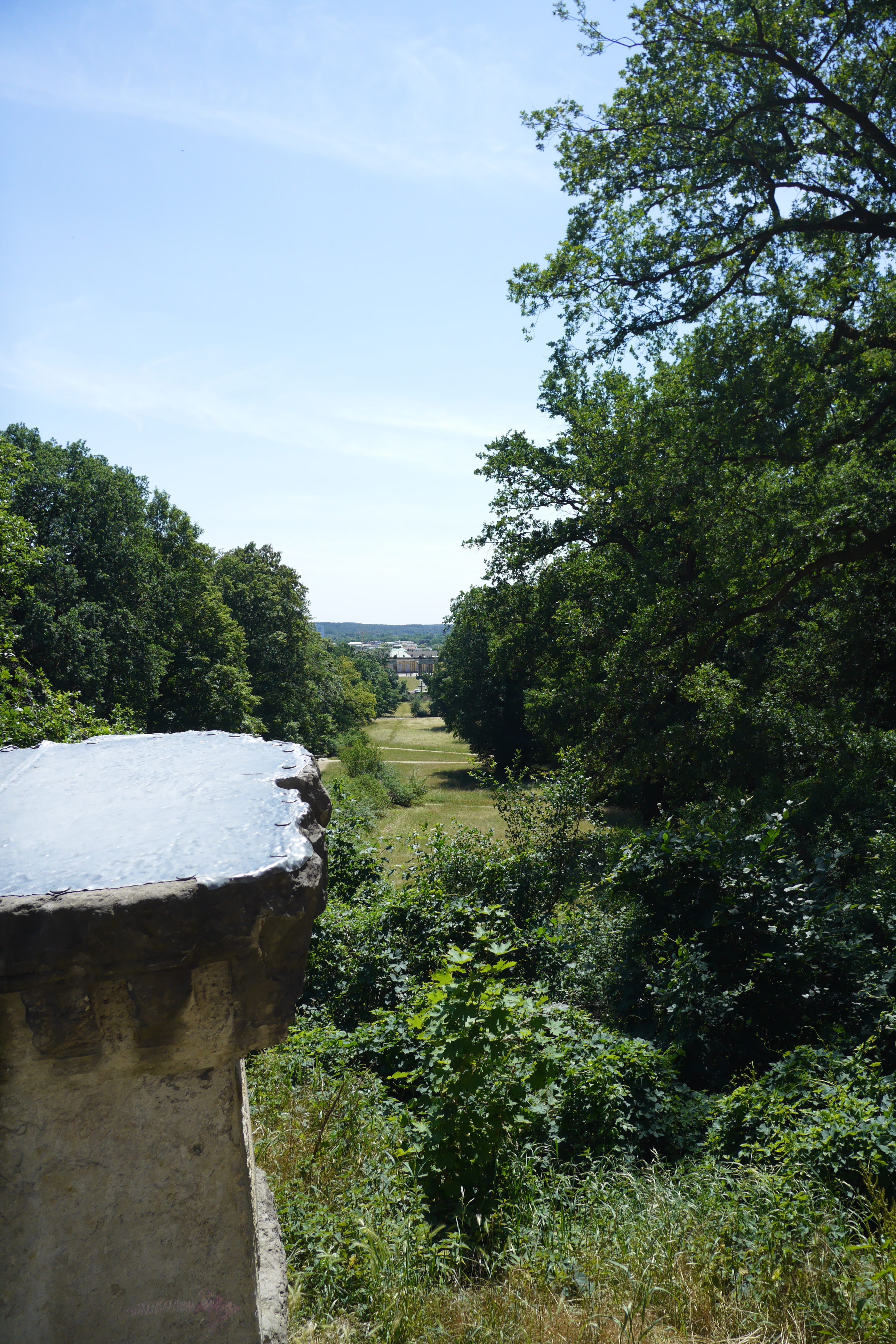
Blick vom Ruinenberg zum Schloss

Nach dem Ersten Weltkrieg und dem Ende der Monarchie ging der Ruinenberg mit dem Ruinenensemble als Teil der Parkanlage Sanssouci 1926 in den Besitz des preußischen Staates und anschließend in die Obhut der 1927 gegründeten preußischen „Verwaltung der Staatlichen Schlösser und Gärten“, heute „Stiftung Preußische Schlösser und Gärten Berlin-Brandenburg“ (SPSG) über. 1928 gab die Verwaltung auf der Ostseite des Ruinenbergs 13,3 Morgen für den Bau der „Siedlung Vaterland“ ab.
Einem Einwohner Potsdams war es gelungen, im Frühjahr 1929 bei eigenen Grabungen nur 30 cm unter der Oberfläche eine komplette vorgeschichtliche, keltische Grabstätte freizulegen. Die Fundstücke wurden dem Potsdamer Heimatmuseum übergeben.  Wie neuere Forschungen ergeben, war hier jedoch kein Siedlungsgebiet der Kelten und es ist davon auszugehen, dass das keltische Schwert durch Handelsverbindungen in den Potsdamer Raum gelangt ist. (vgl. Wikipedia Kelten).
Am Ende des Zweiten Weltkriegs erhielt der Normannische Turm im April 1945 starke Beschädigungen durch Artilleriebeschuss und blieb vorerst als Ruine stehen. Das Areal wurde zwischen 1957 und 1971 von Soldaten der sowjetischen Armee als militärisches Übungsgelände genutzt und dadurch stark in Mitleidenschaft gezogen. Eine gartendenkmalpflegerische Wiederherstellung der 40,7 Hektar großen Fläche im Sinne der Lenné’schen Landschaftsgestaltung erfolgte in den Jahren 1999 bis 2001 im Zuge der Bundesgartenschau, die 2001 in Potsdam stattfand. Der Normannische Turm ist nach der Restaurierung seit 2002 wieder zugänglich und als Aussichtsturm besteigbar.